# Карабаський конфлікт
Карабаський конфлікт (вірм. Արցախյան գոյամարտ, азерб. Qarabağ müharibəsi) — багаторічний етнічний та територіальний конфлікт між вірменами та азербайджанцями за контроль над Нагірним Карабахом.
На початку ХІХ ст. території сучасних Вірменії та Азербайджану опинилися у складі Російської імперії. В період перебування Нагірного Карабаху у складі Російської імперії він був територією постійних конфліктів вірмен та азербайджанців, які доходили до збройних сутичок. На початку XX століття вірмени складали близько 85 % населення регіону. У 1918 році в умовах Першої світової війни та розпаду Російської імперії на Закавказзі утворилися три республіки: Грузинська, Вірменська та Азербайджанська. При цьому статус Нагірного Карабаху залишався невизначеним. За контроль над Карабахом та низкою інших регіонів починається вірмено-азербайджанська війна. Але у ході наступу Червоної армії і Вірменія, і Азербайджан потрапляють під владу більшовиків.
У 1921 році після складних суперечок у радянському керівництві Нагірний Карабах був переданий Азербайджанській РСР. У 1923 році у складі Азербайджанської РСР була утворена Нагірно-Карабаська автономна область. Вірмени стверджують, що за часів радянської влади керівництво Азербайджанської РСР переслідувало та дискримінувало вірмен, тоді як азербайджанська сторона заявляє, що саме азербайджанці в НКАО зазнавали утисків, а вірменське населення користувалось привілеями від Москви. Протягом радянського періоду керівництво Вірменської РСР неодноразово зверталось до керівництва СРСР з проханням передати Нагірний Карабах до складу Вірменії, але отримало відмову. Проте в цілому радянська влада десятиліттями придушувала будь-які націоналістичні чи релігійні виступи. З початком Перебудови ситуація у регіоні різко змінюється.
У 1987 році у Нагірному Карабасі проходять мітинги з вимогою включити регіон до Вірменської РСР. 20 лютого 1988 року Рада Нагірно-Карабаської автономної області звертається до Верховної ради СРСР з проханням включення регіону до Вірменії, але ЦК КПРС засуджує це звернення. 22 лютого 1988 року починаються збройні сутички між вірменами і азербайджанцями у Нагірному Карабаху. 27-29 лютого 1988 року в азербайджанському місті Сумгаїт відбувається вірменський погром, внаслідок якого загинули десятки людей. Через чисельні зіткнення азербайджанці починають тікати з Вірменії та Нагірного Карабаху, а вірмени — з Азербайджану.
У березні 1988 року Генеральний секретар ЦК КПРС Михайло Горбачов заперечив можливість змін кордонів між республіками. Але спроби радянського керівництва заарештувати лідерів національних рухів у Вірменії, Азербайджані й Нагірному Карабасі лише підсилювали їхню популярність серед населення. У серпні 1989 влада Азербайджану починає блокувати залізничне сполучення між Вірменією і Нагірним Карабахом. У Вірменії зароджується масовий опозиційний рух, який вимагав незалежності країни та приєднання Карабаху. 1 грудня 1989 року Верховна Рада Вірменської РСР разом з Радою депутатів НКАО оголошують про включення Нагірного Карабаху до складу Вірменії. Між Вірменською РСР та Азербайджанською РСР починаються артилерійські обстріли. У Азербайджані формується потужний опозиційний рух Народний фронт Азербайджану, який звинувачував керівництво Азербайджанської РСР у тому, що воно нездатне захистити кордони республіки. 13 — 20 січня 1990 року у Баку відбуваються масштабні вірменські погроми, після чого Москва вводить до Баку радянські війська, які вбивають сотні цивільних людей. З обох сторін конфлікту утворюються збройні формування, які починають нападати на цивільне населення та силовиків з метою помсти. У квітні 1991 року радянська влада проводила у Нагірному Карабаху операцію «Кільце» щоб роззброїти вірменські збройні формування, що призвело до збройних сутичок і жертв серед цивільного населення.
З розпадом СРСР конфлікт виходить на новий рівень. 30 серпня 1991 Азербайджанська Республіка оголошує незалежність. 2 вересня 1991 року проголошена незалежна Нагірно-Карабаська Республіка, але Баку оголосив цей акт незаконним. Починається повномасштабна війна між Вірменією і «силами самооборони Нагірного Карабаху» з однієї сторони, та Азербайджаном з іншої. Особливо жорстокі бої тривали у 1992—1993 роках. У лютому 1992 року вірменські сили атакували населене азербайджанцями місто Ходжали у Нагірному Карабасі та вчинили різанину цивільного населення. З 1992 року Мінська група ОБСЄ на чолі з Францією, Росією та США вела перемовини про мир. У травні 1994 року сторони конфлікту підписують Бішкекський протокол про припинення вогню, але періодично у регіоні відновлювались обстріли.
За результатами війни вірменські сили взяли під контроль не лише більшу частину території НКАО, але й захопили території ще сімох азербайджанських районів: Лачинського, Кельбаджарського, Кубатлинського, Джебраїльського, Зангіланського, Фізулінського та Агдамського. Разом ці території складали близько 20 % площі Азербайджану. Близько одного мільйона азербайджанців були вимушені залишити свої домівки в Карабаху та навколишніх окупованих районах.
Але Нагірно-Карабаська Республіка так і залишилась невизнаною державою. Хоча Вірменія надавала НКР військову та фінансову підтримку, вона так і не наважилась ні визнати незалежність НКР, ні включити її до своєї території. Мирні перемовини про статус Нагірного Карабаху, які тривали багато років, так ні до чого й не призвели, і з 1994 року Карабаський конфлікт став «замороженим». Але з 1994 року періодично виникали прикордоні сутички.
У квітні 2016 року у Нагірному Карабасі відбулись масштабні збройні зіткнення, які стали відомі як «Чотириденна війна».
27 вересня 2020 року розпочалась Друга карабаська війна. Азербайджан вирішив силою повернути втрачені території та розпочав наступ. За півтора місяця азербайджанські сили змогли прорвати вірменську оборону і повернути дві третини територій, втрачених після Першої карабаської війни. Нагірно-Карабаська Республіка стала відрізаною від Вірменії. У регіон були введені російські «миротворці». Після підписання Заяви про припинення вогню в Нагірному Карабасі, за якою Вірменія зобов'язалася передати частину територій Азербайджану, у Єревані спалахнули масові протести.
Але після Другої карабаської війни мир у регіоні так і не настав. У вересні 2022 року на фоні російського вторгнення в Україну відбулись азербайджансько-вірменські зіткнення, в ході яких війська Азербайджану обстрілювали територію Вірменії. Хоча Вірменія звернулась до Росії та інших країн ОДКБ про допомогу, однак підтримки вона так і не отримала.
18 квітня 2023 року прем'єр-міністр Вірменії Нікол Пашинян визнав територіальну цілісність Азербайджану включно з Нагірним Карабахом, натомість заявивши: «ми очікуємо, що Азербайджан зробить те саме, визнавши всю територію колишньої Вірменської РСР Республікою Вірменія».
Наприкінці 2022 року Азербайджан розпочав блокаду Нагірного Карабаху. 19 вересня 2023 року Азербайджан розпочав повномасштабні бойові дії у Нагірному Карабаху. Після доби боїв Нагірно-Карабаська Республіка капітулювала. 28 вересня 2023 року влада НКР оголосила, що Нагірно-Карабаська Республіка припиняє своє існування з 1 січня 2024 року.
Після капітуляції НКР вірменське населення почало масово залишати Нагірний Карабах.

## Передісторія
Територія Нагірного Карабаху в давнину входила в межі Кавказької Албанії. Починаючи з 11 століття Карабах був частиною тюркських держав: Сельджукської імперії, Держави Атабеків Азербайджану, Кара-коюнлу та Ак-Коюнлу. В часи середньовіччя — феодальне напівзалежне князівство Хачен.
За часів правління тюркської династії Сефевідів (1502—1722) Карабах входив до складу Карабаського беглербегства Сефевідської держави з центром у Гянджі. Після загибелі Надир-шаха і розпаду Іранської держави Каджарів у 1747 році тодішній глава тюркського племені Джеваншир Панах-хан, син Ібрагім-хана, проголосив себе незалежним ханом Карабаху. Створене Карабаське ханство з центром у заснованій Панах-ханом перетворилося в одне з найсильніших ханств Азербайджану.

Карабаське ханство було окуповане Росією 1805 року. У містечку Кюрекчай неподалік Гянджі було підписано Кюрекчайський договір про перехід Карабаського ханства під владу Росії, що було згодом закріплено Ґюлістанським мирним договором 1813 року. Після підписання договору було вжито заходів щодо переселення до Карабаху вірмен з Іранського Азербайджану. Керувати організацією переселення доручили полковнику Лазарєву. У рапорті головнокомандувачу російської армії на Кавказі, графу Паскевичу Посол Російської імперії при дворі Перського шаха Грибоєдов різко критикував виявлену, на його думку, поспішність і некомпетентність влади, що безпосередньо здійснювали переселення:
«Вашій ясновельможності завгодно було дізнатися достовірніше через мене про способи, які були прийняті до переселення Вірмен з Адербейджана, і про нинішнє їх запровадження в наших областях. Лазарєв почитав себе головним побудником цієї еміграції, про що, як вам відомо, він висловлювався досить гласно, але безпідставно, тому що Вірмени жодного поняття не мали про нього, будучи єдино проваджені довірою до Росії і бажанням бути під її законами. Трактат давав їм на це повне право (…) Полк. Лазарєв думав тільки про твір прокламацій, досить недоречних, між іншим, про формування регулярнаго вірменського ополчення, вважаючи навіть включити в коло своїх задумів (…) і самий Карабах і прочия області, що мають своє начальство і де особливої влади віддавна встановлення не могло бути допущено. (…) при розміщенні їх у нас на нових місцях все зроблено безглуздо, недбало і непробачно. Вірмен здебільшого поселено на землях поміщицьких мусульманських. Влітку це ще можна було допустити. Господарі, мусульмани, здебільшого перебували на кочовищах і мало мали приводів спілкуватися з іновірними прибульцями. Не заготовлено лісу і не відведено інших місць для міцного проштовхування переселенців. (…) Переселенці знаходяться самі в тісноті і тіснять мусульман, які все нарікають і ґрунтовно»
Нагірний Карабах, населений переважно вірменами внаслідок послідовної політики російської влади із заселення краю іранськими поселенцями, на початку XX століття двічі (у 1905—1907 та 1918—1920 рр.) ставав ареною кровопролитного вірмено-азербайджанського конфлікту (детально див. Історія Нагірного Карабаху). У 1921 р. постановою Політбюро ЦК РКП(б) він був включений до складу Азербайджанської РСР зі створенням автономії (НКАО — Нагірно-Карабаська автономна область). Це викликало невдоволення вірмен, що протягом багатьох десятиліть вимагали приєднання НКАО до Вірменії (див. Міацум).
На початку жовтня 1987 року на мітингах у Єревані, присвячених екологічним проблемам, прозвучали вимоги передачі НКАО Вірменії, які згодом повторювалися в численних зверненнях, адресованих радянському керівництву.
У серпні 1987 в регіоні починається збір підписів серед вірменського населення під зверненням на підтримку вимоги передати Карабах Вірменії. Керівництво Азербайджанської РСР і Компартії Азербайджану, зі свого боку, намагалося залучити наявні командно-бюрократичні важелі, сподіваючись врегулювати ситуацію.
21 жовтня Гейдара Алієва виводять зі складу Політбюро з поясненням: «за станом здоров'я», що, на думку азербайджанської сторони, було зроблено з метою послаблення ролі Азербайджану перед запланованим початком конфлікту.
В листопаді 1987 року було здійснено напад на азербайджанців у Кафанському районі Вірменської РСР.
16 листопада 1987 року радник президента СРСР Михайла Горбачова, вірменин Абел Аганбегян, виступаючи в Парижі, висловився на захист приєднання Карабаху до Вірменії.

## Післявоєнний період

### 1994—2000
- 5-6 грудня 1994 — РБРЄ перетворюється в ОБСЄ під час Будапештського саміту. Карабаський миротворчий мандат підтверджено.
- 22 грудня 1994 — Парламент Нагірно-Карабаської Республіки обрав Роберта Кочаряна президентом.
- 6 січня 1995 — Росія стає співголовою Мінської групи ОБСЄ спільно зі Швецією.
- 23 вересня 1996 — Левон Тер-Петросян переобраний президентом на спірних виборах.
- 24 червня 1996 — Кочарян обраний президентом Нагірно-Карабаської Республіки загальним голосуванням.
- 14 лютого 1997 — США прийняті у ролі третьої співголови Мінської групи ОБСЄ.
- 1 вересня 1997 — Аркадій Гукасян обраний президентом Нагірно-Карабаської Республіки.
- 20-24 вересня 1997 — Посередники Мінської групи представляють новий план з мирного врегулювання, згідно з яким «Нагірний Карабах є державним і територіальним утворенням у складі Азербайджану».
- 3 лютого 1998 — Левон Тер-Петросян подав у відставку.
- 30 березня 1998 — Роберт Кочарян обраний президентом Вірменії.
- 11 жовтня 1998 — Гейдар Алієв переобраний президентом Азербайджану.
- Листопад 1998 — нова пропозиція МГ ОБСЄ («спільна держава»). Формулювання статусу НК говорить: «Нагірний Карабах є державним і територіальним утворенням у формі Республіки і утворює спільну державу з Азербайджаном в його міжнародно визнаних кордонах». Вірменія приймає пропозицію, Азербайджан — ні.
- 25 квітня 1999 — Кочарян і Алієв проводять першу двосторонню зустріч у Вашингтоні.
- 27 жовтня 1999 — в результаті збройного нападу на парламент Вірменії групою під керівництвом Наїрі Унаняна вбито Вазгена Саркісяна, Карена Демірчяна і ще шестеро високопоставлених осіб Вірменії.

### 2000—2016
- 22 березня 2000 — замах на Аркадія Гукасян в Степанакерті. Самвел Бабаян заарештований.
- 4-5 березня 2001 — Алієв і Кочарян знову зустрічаються в Парижі. За твердженнями деяких джерел, що є досить обізнаними, істотність «паризьких» і подальших «кі-вестських» принципів зводилося до приєднання Нагірного Карабаху до Вірменії і торгу навколо статусу транзитного транспортного коридору з «материкового» Азербайджану в Нахічевань через Мегрі. Згодом Азербайджан відкинув цю пропозицію.
- 3-7 квітня 2001 — мирні переговори в Кі-Вест, штат Флорида, США.
- 11 серпня 2002 — Аркадій Гукасян обраний президентом НКР на другий термін.
- 5 березня 2003 — Роберт Кочарян обраний президентом Вірменії на другий термін.
- 15 жовтня 2003 — в Азербайджані відбулися президентські вибори, на яких переміг Ільхам Алієв. Вибори супроводжувалися протестами опозиції, що переросли в масові безлади.
- 19 лютого 2004 — в навчальному закладі НАТО в Будапешті лейтенант ЗС Азербайджану Раміль Сафаров, зарубав сокирою сплячого вірменського військовослужбовця — 26-річного лейтенанта Гургена Маркаряна. Обидва офіцери вивчали англійську мову в рамках програми НАТО «Партнерство заради миру». Суд, який тривав півтора року, визнав провину Сафарова і засудив його до довічного ув'язнення без права на амністію в перші 30 років.
- 25 травня 2005 — в Баку відбулося офіційне відкриття нафтопроводу Баку — Тбілісі — Джейхан.
- 2006 — згідно із заявами офіційних джерел, нова пропозиція МГ ОБСЄ розглядає проведення референдуму для визначення статусу Нагірного Карабаху, і виведення вірменських військ із суміжних з Нагірним Карабахом територій.
- 10 лютого 2006 — в Парижі, в замку Рамбує відбулася зустріч за закритими дверима президентів Ільхама Алієва і Роберта Кочаряна. Ніяких домовленостей досягти не вдалося.
- 10 грудня 2006 — загальнонародним референдумом прийнята Конституція НКР.
- 19 липня 2007 — третім президентом НКР обраний Бако Саакян.
- 19 лютого 2008 — третім президентом Вірменії обраний Серж Саркісян. За підсумками виборів пішли семиденні заворушення в Єревані у формі масових протестів проти порушень, що мали під час виборів. У сутичках загинуло щонайменше 8 осіб.
- 4 березня 2008 — на лінії зіткнення вірменських та азербайджанських військ в Мартакертському районі відбулася збройна сутичка, найбільша з моменту укладення перемир'я. Вбито щонайменше 4 військовослужбовців.
- 1 серпня 2008 — американський співголова Мінської групи ОБСЄ розкриває конфіденційні подробиці документа врегулювання нагірнокарабаського конфлікту. Згідно з Метьою Брайзою «Буде проведений референдум, на якому визначаться самі карабасці» і «Жителі Нагірного Карабаху самі вирішать, чи піде республіка під юрисдикцію Азербайджану або отримає незалежність». Офіційний Баку не заперечуючи це, заявляє лише, що референдум в Карабасі можливий через 15 або 20 років.
- 2 листопада 2008 — в Підмосков'ї президентами Азербайджану, Росії та Вірменії підписано декларацію по Нагірному Карабаху.
- 21 листопада 2009 — Ільхам Алієв погрозився відновити військові дії проти Нагірно-Карабаської Республіки[53].
- 12 листопада 2014 — Збройні сили Азербайджану збили в районі села Кенгерлі Агдамського району вірменський бойовий вертоліт. Разом з тим, за інформацією вірменської сторони вертоліт належав збройним силам Нагірно-Карабаської Республіки і здійснював навчальний політ вздовж кордону. Внаслідок інциденту загинуло троє членів екіпажу[54].

### Чотириденна війна
1 квітня 2016 року, після отримання Азербайджаном від Росії партії сучасної зброї, збройний конфлікт в районі Нагірного Карабаху поновився (так звана «4-денна війна»), в результаті чого під контроль Азербайджану перейшло за різними оцінками до 8-20 км² території.

### 2016—2020
- 12 липня 2020 року, на кордоні Азербайджану та Вірменії почалися нові бойові дії, зафіксовано жертви з обох боків. Азербайджан звинувачує підрозділи вірменських військових в артилерійському обстрілі. Вірменія стверджує, що група азербайджанських солдатів намагалася перетнути кордон на позашляховику, але повернулася на свої позиції після попередження[57]. 16 липня Азербайджан пригрозив Вірменії ракетним ударом по Мецаморській АЕС у випадку, якщо Вірменія вдарить по стратегічних об'єктах Азербайджану[58]. Генсек ООН Стефан Дюжаррік заявив, що повномасштабний конфлікт між Вірменією й Азербайджаном загрожує повномасштабною катастрофою[59].

## Друга Карабаська війна
За словами прессекретаря «президента» Республіки Арцах Вахрама Погосяна, бойові дії почалися 27 вересня 2020 року о 08:03, коли Азербайджан завдав ракетно-повітряних ударів по території мирних населених пунктів, включаючи Степанакерт. Влада закликала населення ховатися у бомбосховищах. У Степанакерті оголошена протиповітряна тривога. Азербайджанська сторона заявила, що 27 вересня, близько 06:00 за місцевим часом, збройні сили Вірменії розпочали інтенсивний обстріл позицій азербайджанської армії вздовж усієї лінії фронту та азербайджанських населених пунктах у прифронтовій зоні. Азербайджан заявив, що атакувала вірменська сторона, і що Азербайджан розпочав контрнаступ. Хікмет Гаджиєв, старший радник президента Азербайджану Ільхама Алієва, звинуватив вірменські сили у здійсненні «навмисних та цілеспрямованих» атак уздовж лінії фронту.
У Міністерстві оборони Вірменії заявили, що о 08:10 за місцевим часом розпочався наступ азербайджанців, спрямований у тому числі на Степанакерт. У наступ Азербайджан розгорнув живу силу, танкові й ракетні артилерійські підрозділи, авіацію та БПЛА. Самопроголошена Республіка Арцах запровадила воєнний стан та повну мобілізацію чоловічого населення. Того ж дня президент Азербайджану Ільхам Алієв звернувся до нації із заявою про зіткнення. У другій половині дня в Азербайджані також було введено воєнний стан і комендантську годину. Воєнний стан в Азербайджані діє з півночі 28 вересня, комендантська година діє в Баку, великих містах і деяких регіонах з 21:00 до 06:00 за місцевим часом. Під час наступу азербайджанські військові розмістили танки, артилерію, ракетні комплекси й літаки поблизу лінії фронту і глибоко зайшли на окуповану вірменами територію. Цивільне населення в Нагірному Карабасі закликали ховатися у сховища. За словами МО Вірменії, вранці азербайджанські збройні сили також атакували в напрямку Варденіса на території Вірменії.
Вдень 27 вересня 2020 року Міністерство оборони Азербайджану повідомило про звільнення семи сіл у Нагірному Карабасі: Ґараханбейлі, Ґервенд, Горадіз, Юхари Абдуррахманли, Ашаги Абдуррахманли, Боюк-Мерджанли і Нузґер. Міністерство оборони НКР заперечило, звинувативши азербайджанську армію в пропаганді. О 16:29 міністерство оголосило, що Військове командування Азербайджану запропонувало вірменському командуванню в цьому напрямку здатися, щоб уникнути нападу на гарнізон в Агдере та жертв, зазначивши, що звернення з військовополоненими та цивільними особами здійснюватиметься відповідно до вимог Женевської конвенції та міжнародного гуманітарного права, і що в разі опору відреагують силою. Також у другій половині дня Міністерство оборони Азербайджану повідомило про взяття гірської вершини в хребті Муровдаг. У міністерстві також повідомили, що азербайджанські війська встановили контроль над автомагістраллю Варденіс-Мартакерт/Агдере, що з'єднує Нагірний Карабах та Вірменію; МО Вірменії заперечило ці заяви. Тоді МО Азербайджану заявив, що азербайджанський безпілотник знищив вірменський склад зброї та боєприпасів.
28 вересня 2020 року, вірменська сторона повідомила, що Азербайджан нібито втратив близько 200 чоловік. Там не уточнили, скільки з них були вбитими, однак додали, що також нібито було знищено близько 30 одиниць бронетехніки, близько 20 безпілотників й інша техніка. У Міноборони Азербайджану назвали ці дані недостовірними. У відомстві також стверджують, що Вірменія втратила 550 осіб пораненими й убитими, а також десятки одиниць бойової техніки. З 00:00 28 вересня в Баку, Гянджі, Євлах, Гейгеле і деяких районах була введена комендантська година. У Держдепі США, заявили, що сторонам слід негайно припинити бойові дії і повернутися до переговорів. У відомстві вважають, що участь в ескалації зовнішніх сторін буде «вкрай марним і тільки посилить регіональну напруженість».
29 вересня 2020 року, в Єревані заявили, що в результаті боїв в Нагірному Карабасі протягом дня азербайджанська армія втратила 17 танків, 13 безпілотників, а втрати в особовому складі перевищили 500 осіб. Представник міноборони Вірменії повідомив, що за три дні боїв противник нібито втратив 790 чоловік, з них 180 в карвачарському напрямку, де були запеклі бої. За приблизними даними, озвученими вірменською стороною, у противника 1900 поранених. В Єревані також заявили, що вірменські Збройні Сили за три дні вразили 137 танків і інших видів азербайджанської бронетехніки, 72 безпілотники, сім вертольотів і один літак. Водночас в Баку не підтвердили такі величезні втрати армії Азербайджану, а в міністерстві оборони заявили, що позиції вірменської армії — розгромлено. Нібито в результаті артилерійських ударів азербайджанської армії було знищено позиції 1-го батальйону 5-го мотострілецького полку поблизу селища Гасангая Тертерського району і 1-го батальйону 6-го мотострілецького полку збройних сил Вірменії на Талишському напрямку. Окрім цього, влада Вірменії заявила, що турецький винищувач F-16 збив її військовий літак Су-25 в повітряному просторі Вірменії під час виконання військового завдання, в результаті чого загинув пілот. У Міністерстві оборони Азербайджану повідомлення про збитий літак — заперечили, а в управлінні зв'язків з громадськістю адміністрації президента Туреччини, також, не підтвердили.
В ніч з 9 на 10 листопада 2020 року президент Азербайджану Ільхам Алієв, прем'єр-міністр Вірменії Нікол Пашинян і президент РФ Путін підписали тристоронню заяву про припинення вогню в Нагірному Карабасі. У заяві проголошується повне припинення військових дій з 00:00 (UTC+3) та повернення раніше підконтрольних вірменській стороні територій Азербайджану, таким чином фактично скасовуючи існування Нагірно-Карабаської Республіки.

## Поточний прикордонний конфлікт

### 2022
- 3 серпня 2022 року у відповідь на відмову Вірменії вивести підрозділи своїх збройних сил з території колишньої Нагірно-Карабаської Республіки та вчинення терористично-диверсійних актів на території Азербайджану, що призвели до смерті азербайджанських військових, Азербайджан оголосив про проведення контртерористичної операції «Відплата»[83][84]. За допомогою ударних БПЛА було знищено декілька одиниць вірменської військової техніки[85][86].

### 2023
- 5 березня 2023 року у зоні вірмено-азербайджанського конфлікту в Нагірному Карабасі сталася стрілянина. Є загиблі та поранені, — про це повідомило Міністерство оборони Азербайджану. Згідно із повідомленням, азербайджанці зупинили підозрілий транспорт з Вірменії для перевірки, після чого «протилежна сторона відкрила вогонь»[87][88]. Проте, версії сторін конфлікту — дещо різняться[89].
- 30 квітня 2023 року Вірменія та Азербайджан візьмуть участь у новому раунді переговорів у Вашингтоні (США), щоб спробувати нормалізувати відносини після кількох тижнів зростання напруженості навколо спірного Нагірно-Карабаського регіону[90].
- 22 травня 2023 року, прем'єр-міністр Вірменії Нікол Пашинян заявив, що Єреван може визнати Нагірний Карабах частиною Азербайджану, якщо Баку гарантує права етнічних вірмен на цій території[91].
- 26 травня 2023 року, посол Азербайджану у Франції повідомив, що Азербайджан та Вірменія можуть підписати мирну угоду щодо врегулювання конфлікту навколо Нагірного Карабаху, коли лідери обох країн зустрінуться на саміті Європейської політичної спільноти у Молдові наступного тижня[92]. За інформацією дипломатичних джерел агентства Reuters, планується, що на полях саміту Європейської політичної спільноти 1 червня 2023 року президент Азербайджану Ільхам Алієв та прем'єр-міністр Вірменії Нікол Пашинян проведуть переговори на найвищому рівні за участю президента Франції Еммануеля Макрона та канцлера Німеччини Олафа Шольца[93].
- 19 вересня 2023 року, Азербайджан почав військову операцію на території Нагірного Карабаху[94]. Вже наступного дня, 20 вересня, керівництво Нагірно-Карабаської Республіки погодилось вивести військових, розформувати та повністю роззброїти формування армії оборони Нагірного Карабаху[95].
- 28 вересня 2023 року, «президент Нагірно-Карабаської Республіки» Самвел Шахраманян підписав указ про розпуск державних установ та припинення існування держави з 1 січня 2024 року[96].